# Sytuacja prawna i społeczna osób LGBT w Holandii

## Prawo wobec kontaktów homoseksualnych
Kontakty homoseksualne zostały zalegalizowane w Holandii w 1811 roku, a w 1971 roku zrównano ze sobą zrównano ze sobą wiek zgody na kontakty homo- i heteroseksualne, wynosi on 16 lat.

## Ochrona prawna przed dyskryminacją
Ogólnokrajowa
Holenderskie prawo gwarantuje ogólny zakaz dyskryminacji przez wzgląd na orientację seksualną. Został on zawarty w kodeksie karnym i Akcie o równym traktowaniu i obejmuje różne dziedziny życia, w tym miejsce pracy. Przepisy te obowiązują w kraju od 1992 roku.
Geje, lesbijki i biseksualiści nie są wykluczeni ze służby wojskowej z powodu swojej orientacji seksualnej.
Terytoria zależne
Holenderskie prawo gwarantujące ogólny zakaz dyskryminacji przez wzgląd na orientację seksualną obowiązuje również na Arubie i Antylach Holenderskich.

## Uznanie związków osób tej samej płci
Ogólnokrajowe
Holandia także jako pierwszy kraj na świecie uznała w 1979 roku konkubinaty par tej samej i przeciwnej płci. Przyznają one większość praw z tych, jakie mają małżeństwa.
W 1998 roku w Holandii zalegalizowano związki partnerskie par tej samej i przeciwnej płci. Dają one większość praw z tych, jakie mają małżeństwa, jednakowo dla par tej samej i przeciwnej płci.
W 2001 roku Holandia stała się pierwszym krajem na świecie, w którym zalegalizowano małżeństwa osób tej samej płci poprzez rozszerzenie definicji małżeństwa w prawie jako związku dwóch osób różnej lub tej samej płci. Jednocześnie zalegalizowano możliwość adopcji dzieci przez pary tej samej płci.
17 lipca 2008 roku holenderska administracja publiczna ogłosiła, że w dokumentach rubryka „nazwisko panieńskie” zmieni nazwę na „nazwisko przy urodzeniu”. Ma to zapobiec dyskryminacji osób homoseksualnych pragnących przyjąć po ślubie nazwisko partnera.
Terytoria zależne
Antyle Holenderskie, podobnie jak Aruba, nie udzielają małżeństw homoseksualnych czy związków partnerskich, ale uznają te zawarte w Holandii. Holenderski sąd uznał, że Aruba ma obowiązek uznawać związki homoseksualne zarejestrowane w macierzystym kraju – Holandii.

## Życie osóbLGBTw kraju
Ogólnokrajowe
Holendrzy należą do najbardziej liberalnych narodów świata. Tym samym poziom tolerancji wobec osób homoseksualnych jak i transpłciowych jest bardzo wysoki. Jak pokazał sondaż Eurobarometr, wykonany na zlecenie UE w 2006 roku, 82% Holendrów popiera małżeństwa homoseksualne, a 69% prawa adopcyjne dla osób tej samej płci. Był to najwyższy wynik spośród wszystkich krajów UE.
W Holandii istnieje duża scena gejowska, jej centrum jest Amsterdam. Miasto to dysponuje ponad 100 lokalami (puby, bary, dyskoteki, sauny, hotele, restauracje itp.) gejowskimi i gay-friendly. Mniejszą sceną dysponują Rotterdam, Haga i Nijmegen. Ponadto w każdym większym (ponad 20 tys. mieszk.) mieście istnieje przynajmniej jeden lokal, w którym geje i lesbijki mogą czuć się w miarę swobodnie.
Wydawane są tam publikacje, działają liczne organizacje o zasięgu międzynarodowym i regionalnym, zajmujące się niesieniem pomocy przedstawicielom LGBT na całym świecie. Każdego roku ulicami wielu holenderskich miast maszerują parady mniejszości seksualnych (gay pride parade). Najliczniejszą tego typu manifestacją była parada w Amsterdamie w 2005 roku, która zgromadziła około 350,000 uczestników. W kraju planuje się uruchomienie kanału telewizyjnego o tematyce homoseksualnej.
Pewien wpływ na otwarty stosunek do osób homoseksualnych może mieć duży stopień ateizacji społeczeństwa Holandii (45%), oraz liberalizm w kwestii obyczajowej większości holenderskich Kościołów protestanckich. Negatywny stosunek Kościoła katolickiego wobec osób homoseksualnych nie odgrywa w tym kraju dużej roli.
Terytoria zależne
Społeczeństwa Antyli Holenderskich i Aruby należą do tolerujących mniejszości seksualne, w przeciwieństwie do pozostałych regionów na Karaibach. Mile widziani są tam homoseksualni turyści.